# Ministri dell'occupazione della Francia
La tabella seguente elenca le personalità che fanno parte del governo francese e che sono responsabili in materia di occupazione 
Le date indicate sono le date di assunzione o di cessazione dalle funzioni, che generalmente sono il giorno antecedente la data del Journal officiel in cui appare il decreto di nomina.
Il primo presidente fu Jacques Chirac, nominato segretario di Stato per i problemi dell'occupazione nel 1967 nel governo Pompidou IV.
L'attuale titolare è Catherine Vautrin, ministro del lavoro, della salute e della solidarietà nominata l'11 gennaio 2024 nel governo Attal.

## Quinta Repubblica
| Ministro o segretario di Stato         | Incarico                                                                                    | Ministro di vigilanza           | Incarico                                                                    | Governo                         | Inizio                          | Fine                            |
| Presidenza di Charles de Gaulle        | Presidenza di Charles de Gaulle                                                             | Presidenza di Charles de Gaulle | Presidenza di Charles de Gaulle                                             | Presidenza di Charles de Gaulle | Presidenza di Charles de Gaulle | Presidenza di Charles de Gaulle |
| -------------------------------------- | ------------------------------------------------------------------------------------------- | ------------------------------- | --------------------------------------------------------------------------- | ------------------------------- | ------------------------------- | ------------------------------- |
| Jacques Chirac                         | Segretario di Stato per i problemi dell'occupazione                                         | Jean-Marcel Jeanneney           | Ministro degli affari sociali                                               | Pompidou IV                     | 6 aprile 1967                   | 31 maggio 1968                  |
| Yvon Morandat                          | Segretario di Stato per i problemi dell'occupazione                                         | Maurice Schumann                | Ministro di Stato, responsabile degli affari sociali                        | Pompidou IV                     | 31 maggio 1968                  | 10 luglio 1968                  |
| Pierre Dumas                           | Segretario di Stato per gli affari sociali responsabile dell'occupazione                    | Maurice Schumann                | Ministro di Stato, responsabile degli affari sociali                        | Couve de Murville               | 10 luglio 1968                  | 20 giugno 1969                  |
| Presidenza di Georges Pompidou         |                                                                                             |                                 |                                                                             |                                 |                                 |                                 |
| Philippe Dechartre                     | Segretario di Stato presso il ministro del lavoro, dell'occupazione e della popolazione     | Joseph Fontanet                 | Ministro del lavoro, dell'occupazione e della popolazione                   | Chaban-Delmas                   | 22 giugno 1969                  | 15 maggio 1972                  |
| Nessuno                                | Nessuno                                                                                     | Joseph Fontanet                 | Ministro del lavoro, dell'occupazione e della popolazione                   | Chaban-Delmas                   | 15 maggio 1972                  | 5 luglio 1972                   |
| Christian Poncelet                     | Segretario di Stato presso il ministro di Stato, responsabile degli affari sociali          | Edgar Faure                     | Ministro di Stato, responsabile degli affari sociali                        | Messmer I                       | 6 luglio 1972                   | 2 aprile 1973                   |
| Christian Poncelet                     | Segretario di Stato presso il ministro del lavoro, dell'occupazione e della popolazione     | Georges Gorse                   | Ministro del lavoro, dell'occupazione e della popolazione                   | Messmer II                      | 5 aprile 1973                   | 27 febbraio 1974                |
| Nessuno                                | Nessuno                                                                                     | Georges Gorse                   | Ministro del lavoro, dell'occupazione e della popolazione                   | Messmer III                     | 1º marzo 1974                   | 28 maggio 1974                  |
| Presidenza di Valéry Giscard d'Estaing |                                                                                             |                                 |                                                                             |                                 |                                 |                                 |
| Nessuno                                | Nessuno                                                                                     | Michel Durafour                 | Ministro del lavoro                                                         | Chirac I                        | 28 maggio 1974                  | 25 agosto 1976                  |
| Nessuno                                | Nessuno                                                                                     | Christian Beullac               | Ministro del lavoro                                                         | Barre I                         | 25 agosto 1976                  | 10 gennaio 1978                 |
| Nicole Pasquier                        | Segretario di Stato per l'occupazione femminile                                             | Christian Beullac               | Ministro del lavoro                                                         | Barre II                        | 10 gennaio 1978                 | 6 aprile 1978                   |
| Nicole Pasquier                        | Segretario di Stato per l'occupazione femminile                                             | Robert Boulin                   | Ministro del lavoro e della partecipazione                                  | Barre III                       | 6 aprile 1978                   | 29 ottobre 1979                 |
| Nicole Pasquier                        | Segretario di Stato per l'occupazione femminile                                             | Jean Mattéoli                   | Ministro del lavoro e della partecipazione                                  | Barre III                       | 8 novembre 1979                 | 22 maggio 1981                  |
| Presidenza di François Mitterrand      |                                                                                             |                                 |                                                                             |                                 |                                 |                                 |
| Nessuno                                | Nessuno                                                                                     | Jean Auroux                     | Ministro del lavoro                                                         | Mauroy I                        | 22 maggio 1981                  | 29 giugno 1982                  |
| Jean Le Garrec                         | Ministro delegato all'occupazione                                                           | Pierre Mauroy                   | Primo ministro                                                              | Mauroy II                       | 29 giugno 1982                  | 24 marzo 1983                   |
| Jack Ralite                            | Ministro delegato all'occupazione                                                           | Pierre Bérégovoy                | Ministro degli affari sociali e della solidarietà nazionale                 | Mauroy III                      | 24 marzo 1983                   | 17 luglio 1984                  |
| Michel Delebarre                       | Ministro del lavoro, dell'occupazione e della formazione professionale                      | Esercizio completo              | Esercizio completo                                                          | Fabius                          | 19 luglio 1984                  | 20 marzo 1986                   |
| Jean Arthuis                           | Segretario di Stato presso il ministro degli affari sociali e dell'occupazione              | Philippe Séguin                 | Ministro degli affari sociali e dell'occupazione                            | Chirac II                       | 20 marzo 1986                   | 20 gennaio 1987                 |
| Nessuno                                | Nessuno                                                                                     | Philippe Séguin                 | Ministro degli affari sociali e dell'occupazione                            | Chirac II                       | 20 gennaio 1987                 | 12 maggio 1988                  |
| Michel Delebarre                       | Ministro degli affari sociali e dell'occupazione                                            | Esercizio completo              | Esercizio completo                                                          | Rocard I                        | 12 maggio 1988                  | 28 giugno 1988                  |
| Jean-Pierre Soisson                    | Ministro del lavoro, dell'occupazione e della formazione professionale                      | Esercizio completo              | Esercizio completo                                                          | Rocard II                       | 28 giugno 1988                  | 16 maggio 1991                  |
| Martine Aubry                          | Ministro del lavoro, dell'occupazione e della formazione professionale                      | Esercizio completo              | Esercizio completo                                                          | Cresson Bérégovoy               | 16 maggio 1991                  | 30 marzo 1993                   |
| Michel Giraud                          | Ministro del lavoro, dell'occupazione e della formazione professionale                      | Esercizio completo              | Esercizio completo                                                          | Balladur                        | 30 marzo 1993                   | 18 maggio 1995                  |
| Presidenza di Jacques Chirac           |                                                                                             |                                 |                                                                             |                                 |                                 |                                 |
| Anne-Marie Couderc                     | Segretario di Stato presso il Primo ministro, per l'occupazione                             | Alain Juppé                     | Primo ministro                                                              | Juppé I                         | 18 maggio 1995                  | 6 novembre 1995                 |
| Anne-Marie Couderc                     | Ministro delegato all'occupazione                                                           | Jacques Barrot                  | Ministro del lavoro e degli affari sociali                                  | Juppé I                         | 6 novembre 1995                 | 4 giugno 1997                   |
| Martine Aubry                          | Ministro dell'occupazione e della solidarietà                                               | Esercizio completo              | Esercizio completo                                                          | Jospin                          | 4 giugno 1997                   | 18 ottobre 2000                 |
| Élisabeth Guigou                       | Ministro dell'occupazione e della solidarietà                                               | Esercizio completo              | Esercizio completo                                                          | Jospin                          | 18 ottobre 2000                 | 7 maggio 2002                   |
| Nessuno                                | Nessuno                                                                                     | François Fillon                 | Ministro degli affari sociali, del lavoro e della solidarietà               | Raffarin I                      | 7 maggio 2002                   | 17 giugno 2002                  |
| Nicole Ameline                         | Ministro responsabile della parità e dell'uguaglianza professionale                         | François Fillon                 | Ministro degli affari sociali, del lavoro e della solidarietà               | Raffarin II                     | 17 giugno 2002                  | 30 marzo 2004                   |
| Nicole Ameline                         | Ministro della parità e dell'uguaglianza professionale                                      | Esercizio completo              | Esercizio completo                                                          | Raffarin III                    | 31 marzo 2004                   | 31 maggio 2005                  |
| Laurent Hénart                         | Segretario di Stato per l'integrazione professionale dei giovani                            | Jean-Louis Borloo               | Ministro dell'occupazione, del lavoro e della coesione sociale              | Raffarin III                    | 31 marzo 2004                   | 31 maggio 2005                  |
| Gérard Larcher                         | Ministro delegato per i rapporti di lavoro                                                  | Jean-Louis Borloo               | Ministro dell'occupazione, del lavoro e della coesione sociale              | Raffarin III                    | 31 marzo 2004                   | 31 maggio 2005                  |
| Gérard Larcher                         | Ministro delegato all'occupazione, al lavoro e all'inserimento professionale dei giovani    | Jean-Louis Borloo               | Ministro dell'occupazione, della coesione sociale e dell'edilizia abitativa | Villepin                        | 2 giugno 2005                   | 15 maggio 2007                  |
| Presidenza di Nicolas Sarkozy          |                                                                                             |                                 |                                                                             |                                 |                                 |                                 |
| Jean-Louis Borloo                      | Ministro dell'economia, delle finanze e dell'occupazione                                    | Esercizio completo              | Esercizio completo                                                          | Fillon I                        | 17 maggio 2007                  | 19 giugno 2007                  |
| Christine Lagarde                      | Ministro dell'economia, delle finanze e dell'occupazione                                    | Esercizio completo              | Esercizio completo                                                          | Fillon II                       | 19 giugno 2007                  | 18 marzo 2008                   |
| Laurent Wauquiez                       | Segretario di Stato per l'occupazione                                                       | Christine Lagarde               | Ministro dell'economia, dell'industria e dell'occupazione                   | Fillon II                       | 18 marzo 2008                   | 13 novembre 2010                |
| Xavier Bertrand                        | Ministro del lavoro, dell'occupazione e della salute                                        | Esercizio completo              | Esercizio completo                                                          | Fillon III                      | 14 novembre 2010                | 10 maggio 2012                  |
| Presidenza di François Hollande        |                                                                                             |                                 |                                                                             |                                 |                                 |                                 |
| Michel Sapin                           | Ministro del lavoro, dell'occupazione, della formazione professionale e del dialogo sociale | Esercizio completo              | Esercizio completo                                                          | Ayrault 1 e II                  | 16 maggio 2012                  | 2 aprile 2014                   |
| François Rebsamen                      | Ministro del lavoro, dell'occupazione e del dialogo sociale                                 | Esercizio completo              | Esercizio completo                                                          | Valls I                         | 2 aprile 2014                   | 25 agosto 2014                  |
| François Rebsamen                      | Ministro del lavoro, dell'occupazione, della formazione professionale e del dialogo sociale | Esercizio completo              | Esercizio completo                                                          | Valls II                        | 25 agosto 2014                  | 2 settembre 2015                |
| Myriam El Khomri                       | Ministro del lavoro, dell'occupazione, della formazione professionale e del dialogo sociale | Esercizio completo              | Esercizio completo                                                          | Valls II                        | 2 settembre 2015                | 6 dicembre 2016                 |
| Myriam El Khomri                       | Ministro del lavoro, dell'occupazione, della formazione professionale e del dialogo sociale | Esercizio completo              | Esercizio completo                                                          | Cazeneuve                       | 6 dicembre 2016                 | 15 maggio 2017                  |
| Presidenza di Emmanuel Macron          |                                                                                             |                                 |                                                                             |                                 |                                 |                                 |
| Nessuno                                | Nessuno                                                                                     | Muriel Pénicaud                 | Ministro del lavoro                                                         | Philippe I e II                 | 17 maggio 2017                  | 6 luglio 2020                   |
| Élisabeth Borne                        | Ministro del lavoro, dell'occupazione e dell'integrazione                                   | Esercizio completo              | Esercizio completo                                                          | Castex                          | 6 luglio 2020                   | 20 maggio 2022                  |
| Olivier Dussopt                        | Ministro del lavoro, della piena occupazione e dell'integrazione                            | Esercizio completo              | Esercizio completo                                                          | Borne                           | 20 maggio 2022                  | 11 gennaio 2024                 |
| Catherine Vautrin                      | Ministro del lavoro, della salute e della solidarietà                                       | Esercizio completo              | Esercizio completo                                                          | Attal                           | 11 gennaio 2024                 | 21 settembre 2024               |
| Astrid Panosyan-Bouvet                 | Ministro del lavoro e dell'occupazione                                                      | Esercizio completo              | Esercizio completo                                                          | Barnier                         | 21 settembre 2024               | in carica                       |